# Lycium cylindricum
Lycium cylindricum ist eine Pflanzenart aus der Gattung der Bocksdorne (Lycium) in der Familie der Nachtschattengewächse (Solanaceae).

## Beschreibung
Lycium cylindricum ist ein aufrecht wachsender Strauch. Seine Zweige sind nach innen gebogen und mit 1 bis 3 cm langen Stacheln besetzt. Die Laubblätter stehen einzeln oder in Gruppen aus zwei bis drei an Kurztrieben. Die Blattspreite ist lanzettlich und 15 bis 35 mm lang und 3 bis 6 mm breit.
Die Blütenstände bestehen aus einer einzelnen oder zwei zwittrigen Blüten, die zusammen mit den Laubblättern in Gruppen stehen. Der Kelch ist glockenförmig, die Kelchröhre 3 bis 4 mm lang und mit 3 mm langen Kelchzipfeln versehen. Die Krone ist zylindrisch geformt, die Kronröhre ist 5 bis 6 mm lang, die Kronlappen werden 4 mm lang. Die Staubfäden sind filzig behaart.
Die Frucht ist eine rote oder orange-gelbe, eiförmige Beere, die nur wenige Samen enthält.

## Vorkommen
Die Art kommt im chinesischen Autonomen Gebiet Xinjiang vor.

## Belege
1. 1 2 3 4 5  J.S. Miller und R.A. Levin: Lycium cylindricum. In: Project Lycieae (online), zuletzt abgerufen am 25. September 2012
2. 1 2  Zhi-Yun Zhang, Anmin Lu und William G. D’Arcy: Lycium cylindricum. In: Z. Y. Wu und P. H. Raven (Hrsg.): Flora of China. Vol. 17 (Verbenaceae through Solanaceae). Science Press, Peking und Missouri Botanical Garden Press, St. Louis, 1994. S. 303.